# Gornja Radgona
Gornja Radgona là một khu tự quản (tiếng Slovenia: občine, số ít – občina) trong vùng Pomurska của Slovenia. Gornja Radgona có diện tích 74.6 km2, dân số là theo điều tra ngày 31 tháng 3 năm 2002 là 8701 người. Thủ phủ khu tự quản Gornja Radgona đóng tại Gornja Radgona.